# Le Sart (Neufchâteau)
Pour les articles homonymes, voir Sart.
Le Sart est un village de la ville belge de Neufchâteau située en Région wallonne dans la province de Luxembourg.
Il ne compte qu'une trentaine d'habitants (en 1753, il ne comptait que neuf habitants). Il est blotti dans la campagne, non loin de Hamipré. Il doit fort probablement son nom au mode de défrichement qui lui a donné naissance : l'essartage.
S'il est petit, le hameau possède néanmoins son histoire. Une histoire qui remonte loin dans le passé puisqu'on peut y voir un polissoir néolithique, imposant bloc de quartzite d'environ trois tonnes qui porte sur sa face supérieure des rainures plus ou moins parallèles, creusées par le polissage et l'affûtage des armes et des outils en pierre. Les archéologues pensent que ce mégalithe peut être daté de la fin du néolithique (2000-1900 av. J.-C.). Ce remarquable monument préhistorique découvert dans les bois d'Assenois n'est pas demeuré in situ : le 14 mai 1956, il est transporté, par les soins du Service des Fouilles de l'État, dans le parvis situé devant la chapelle du Sart.
L'occupation de l'aire du Sart par les Celtes est attestée par la présence d'une imposante nécropole, la plus extraordinaire de celles découvertes en Ardenne.
La première tombelle est fouillée en 1971. Elle est classique. Une nouvelle campagne de fouilles est menée en 1985. À côté de six tombelles classiques du Ve siècle av. J.-C., les archéologues en découvrent une dizaine d'autres, bien postérieures, qui datant des années 200 av. J.-C. On y découvre notamment deux enfants inhumés dans une même sépulture. Ces tombes récentes sont caractérisées par des objets de formes nouvelles, en quantité plus importante (poteries, fibules, couteaux) ou plus restreinte (torques, javelots). Une de ces tombelles est une tombe à char (le char du défunt était inhumé avec son propriétaire). De nouvelles matières, de nouvelles techniques, apparaissent pour la première fois dans une découverte celtique en Ardenne : perles en verre, bracelets en lignite, vases montés au tour.
Sur la Carte d'Arenberg de la Prévôté de Neufchâteau en 1609, le village du Sart est représenté. Il compte huit maisons.
En 1628, onze ménages vivent au Sart.
Le 22 août 1914, à l'issue du combat de Neufchâteau, les Allemands pénètrent au village du Sart et massacrent sauvagement des civils, dont deux fillettes âgées de 11 et 14 ans tuées par balles et à coups de crosses sur le corps de leur père. Un officier allemand tué lors des combats est enterré dans la chapelle dont les abords sont transformés en cimetière militaire. Ce cimetière est aujourd'hui désaffecté. Plus ou moins deux cents soldats français et allemands tombés lors des combats y reposent.
La chapelle du Sart est connue dans la région. Elle reste longtemps un but de promenade et même de pèlerinage pour les Chestrolais. Elle fut édifiée en 1875 par Joséphine Godart, femme de J.-H. Lambert, pour abriter une statue de Notre-Dame de la Consolation qui, jusqu'alors, était suspendue au tronc d'un arbre, au bord du chemin reliant Le Sart à Assenois. Une procession solennelle, supprimée vers 1910, se rendait, au départ de l'église d'Hamipré, à la chapelle le lundi de la Pentecôte. C'était l'occasion de réjouissances et de joyeuses rencontres. Dans les années 1930, la chapelle menaçant de tomber en ruines est rachetée par la famille Berguet qui la cède en 1991 à une association à but non lucratif du doyenné de Neufchâteau. Elle est remise à neuf et inaugurée par l'évêque de Namur en 1992.